# بطولة العالم لسباق الدراجات على الطريق 1998
بطولة العالم لسباق الدراجات على الطريق 1998 هي الدورة ال71 من بطولة العالم لسباق الدراجات على الطريق، أجريت في فالكنبورخ آن دي خول، هولندا.

## النتائج النهائية
| المسابقة              | ذهبية                          | فضية                       | برونزية                      |
| --------------------- | ------------------------------ | -------------------------- | ---------------------------- |
| الرجال                |                                |                            |                              |
| سباق الطريق ضد الساعة | أوسكار كامينزيند (سويسرا)      | بيتر فان بيتيجيم (بلجيكا)  | ميشيل بارتولي (إيطاليا)      |
| سباق الطريق المداري   | أبراهام أولانو (إسبانيا)       | ميلتشور ماوري (إسبانيا)    | سيرهي هونتشار (أوكرانيا)     |
| السيدات               |                                |                            |                              |
| سباق الطريق ضد الساعة | ليونتين فان مورسل (هولندا)     | زولفيا زابيروفا (روسيا)    | هانكا كبفرناجيل (ألمانيا)    |
| سباق الطريق المداري   | Diana Žiliūtė (ليتوانيا)       | ليونتين فان مورسل (هولندا) | هانكا كبفرناجيل (ألمانيا)    |
| رجال أقل من 23 سنة    |                                |                            |                              |
| سباق الطريق المداري   | إيفان باسو (إيطاليا)           | رينالدو نوسنتيني (إيطاليا) | دانيلو دي لوكا (إيطاليا)     |
| سباق الطريق ضد الساعة | تور هوسهوفد (النرويج)          | Frédéric Finot (فرنسا)     | Gian-Mario Ortenzi (إيطاليا) |
| شبان                  |                                |                            |                              |
| سباق الطريق المداري   | Mark Scanlon (جمهورية أيرلندا) | فيليبو بوزاتو (إيطاليا)    | Eduard Kivitchev (روسيا)     |
| سباق الطريق ضد الساعة | فابيان كانسيليرا (سويسرا)      | Torsten Hiekmann (ألمانيا) | فيليبو بوزاتو (إيطاليا)      |
| شابات                 |                                |                            |                              |
| سباق الطريق المداري   | تينا ليبج (ألمانيا)            | أولغا زابيلينسكايا (روسيا) | ناتالي بيتس (أستراليا)       |
| سباق الطريق ضد الساعة | تريكسي ووراك (ألمانيا)         | أولغا زابيلينسكايا (روسيا) | جنفياف جينسون (كندا)         |